# ミッチェルの埋め込み定理
ミッチェルの埋め込み定理（ミッチェルのうめこみていり、英: Mitchell's embedding theorem）、あるいはフレイド・ミッチェルの定理 (Freyd–Mitchell theorem)、充満埋め込み定理 (full embedding theorem) は、アーベル圏についての結果である。定理が本質的に述べているのは、これらの圏はかなり抽象的に定義されるが実は加群の具体圏であるということである。この定理によりこれらの圏において元ごとの diagram chasing による証明を用いることができる。
正確なステートメントは以下のようになる： A が小さなアーベル圏であれば、ある環 R とある完全忠実充満関手 F: A → R-Mod が存在する。（ただし R は 1 を持ち、可換とは限らない。また、R-Mod はすべての左 R 加群の圏である。）
関手 F は A と R-Mod の充満部分圏の間の圏同値を、A で計算された核と余核が R-Mod で計算された通常の核と余核に対応するように、与える。そのような同値は必ず加法的である。定理はしたがって本質的に次のことを言っている。A の対象は R 加群と考えることができ、射は R 線型写像と考えることができ、射の核、余核、完全列、和は加群の場合と同様に決定される。しかしながら、A における射影的対象と単射的対象は必ずしも射影的、単射的 R 加群と対応しているわけではない。

## 証明の概略
{\displaystyle {\mathcal {L}}\subset \operatorname {Fun} ({\mathcal {A}},\mathbf {Ab} )} をアーベル圏 {\displaystyle {\mathcal {A}}} からアーベル群の圏 Ab への左完全関手の圏とする。まず反変埋め込み {\displaystyle H\colon {\mathcal {A}}\to {\mathcal {L}}} を、すべての {\displaystyle A\in {\mathcal {A}}} に対して {\displaystyle H(A)=h_{A}} によって構成する。ただし hA は共変 hom 関手 {\displaystyle h_{A}(X)=\operatorname {Hom} _{\mathcal {A}}(A,X)} である。米田の補題により H は忠実充満であり、また hA は既に左完全であるから H の左完全性が非常に容易に分かる。H の右完全性の証明の方は難しく、Swan (1968) に書いてある。
その後、{\displaystyle {\mathcal {L}}} がアーベル圏であることを局所化の理論を用いて証明する（再び Swan を参照）。これが証明の難しい部分である。
{\displaystyle {\mathcal {L}}} が単射的余生成対象
{\displaystyle I=\prod _{A\in {\mathcal {A}}}h_{A}}
を持っていることを確認することは易しい。自己準同型環 {\displaystyle R:=\operatorname {Hom} _{\mathcal {L}}(I,I)} が R 加群の圏として欲しい環である。
{\displaystyle G(B)=\operatorname {Hom} _{\mathcal {L}}(B,I)} により別の反変完全忠実充満埋め込み {\displaystyle G\colon {\mathcal {L}}\to R\operatorname {-Mod} } を得る。合成 {\displaystyle GH\colon {\mathcal {A}}\to R\operatorname {-Mod} } が求める共変完全忠実充満埋め込みである。
完全圏に対するガブリエル・キレンの埋め込み定理の証明はほとんど同一であることに注意する。